# 加來止男
加來止男（日语：／，1893年11月8日—1942年6月6日），日本帝國海軍將領，曾任航空母艦飛龍號的艦長，在中途島海戰中陣亡，最終軍階海軍少將。
加來止男1893年11月8日出生於熊本縣八代縣松高村，他出生八個月後中日甲午戰爭爆發，而當他升入小學高年級時，也發生了日俄戰爭。在兩次對外戰爭之間的這段時間裡，日本海軍的實力迅速增強，家鄉在日本西南面對大海的加來也受到了許多影響。
從熊本縣立八代初中畢業後，他於1911年9月進入海軍學校。18歲時的入學時間有點晚，他在入學時排120人中的第98位。但在畢業時，他的名次上升到了117人中的第43名。
加來止男在1914年12月畢業於海軍兵學校。在艦隊工作後，他於1917年12月在海軍砲術學校普通科學習，並於1918年5月在海軍水雷學校普通科學習，並於同年12月成為航空專業學生。 1926年11月，畢業於海軍大學校甲種（第25學期）。他的同學包括柳本柳作、高木惣吉、白石万隆、大杉守一等日後的日本海軍名將。
太平洋戰爭爆發時，加來止男擔任飛龍號的艦長，他指揮該艦參加了珍珠港偷襲、印度洋戰役、澳大利亞空襲等重要戰役。在中途島海戰中，赤城、加賀、蒼龍三艘航母相繼中彈燃燒，雖然美軍航母約克城號已被日軍攻擊得失去了戰鬥力，加來止男也同樣用盡了艦載機。美軍艦載機的四枚俯衝炸彈直接擊中了飛龍號的飛行甲板，6月6日凌晨0:15，所有飛龍號的乘員被要求離艦。加來止男拒絕離艦，並於船一同沈沒，終年48歲。